# Содержанка

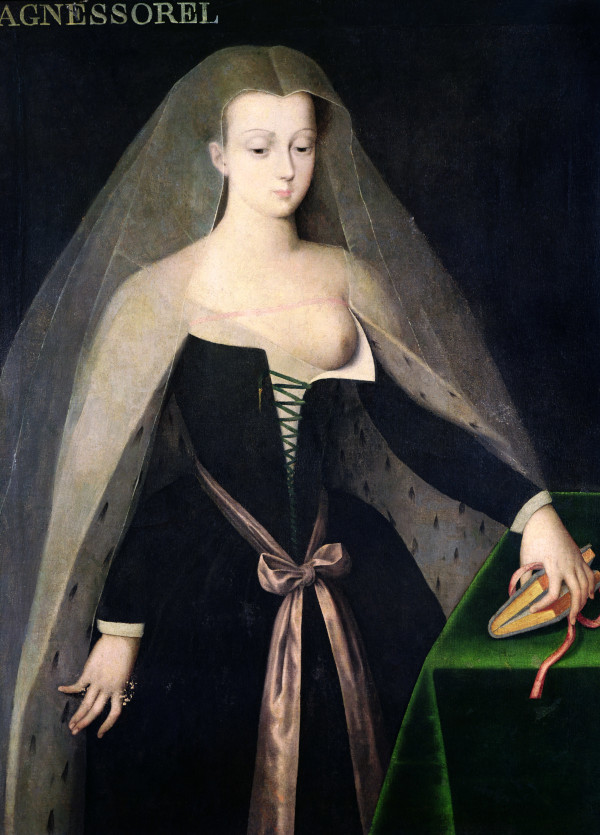
Агнесса Сорель — первая официальная фаворитка

Содержа́нка — женщина, находящаяся на полном содержании, которую (как правило, тайно) обеспечивает мужчина, чаще всего женатый. Женщина, живущая на содержании у своего любовника — согласно словарям Ожегова и Ушакова.
Подразумеваются долгосрочные и стабильные отношения, основанные прежде всего на сексуальной связи. Мужчина несёт все расходы, связанные с поддержанием взаимоотношений, при этом не имеет значения, ведут ли партнёры совместное хозяйство.

## История

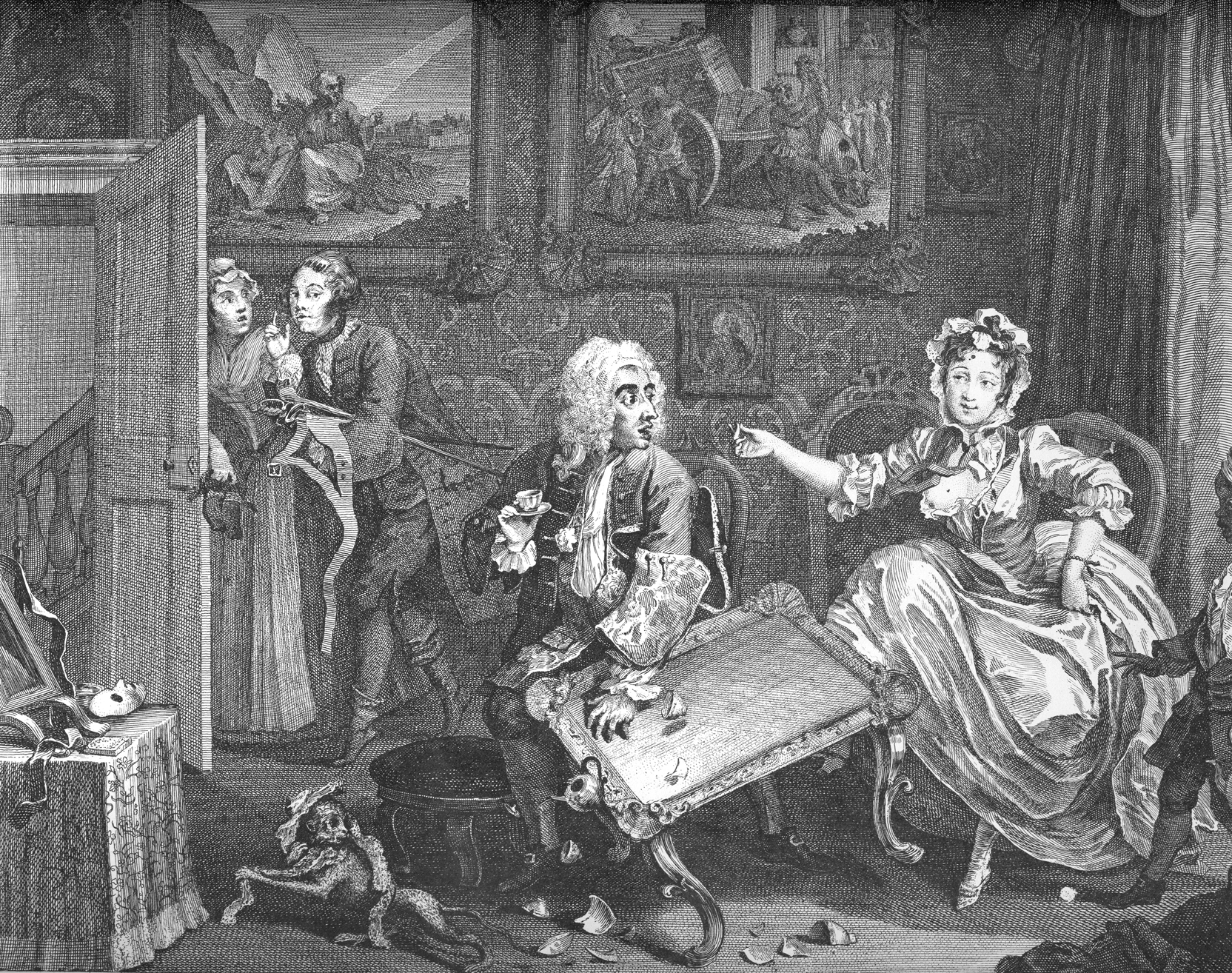
Моль Хэкэбаут на пути от содержанки к уличной проститутке; купец не замечает второго любовника своей пассии

Данное словообразование, по всей видимости, появилось в 1850—1860-е годы в плутократических кругах; по своему морфологическому генезису кажется связанным с причастием страдательного залога.
Но само понятие, безусловно, существовало уже в античные времена: известна Кампаспа (лат. Campaspe, Pancaspen, Pacate), чьё имя стало символом творческого вдохновения — любимая содержанка Александра Македонского из фессалийского города Лариссы, которую полководец подарил влюблённому в неё художнику Апеллесу.

### Фаворитки монархов
В XVI—XVII веках содержанки европейских монархов обладали значительным влиянием и были социально-значимыми фигурами.
Во Франции по отношению к ним употреблялся термин «официальная содержанка» (фр. maîtresse en titre), которым при Людовике XV величали знаменитую мадам де Помпадур.
Даже римские папы (например, Александр VI) имели содержанок.

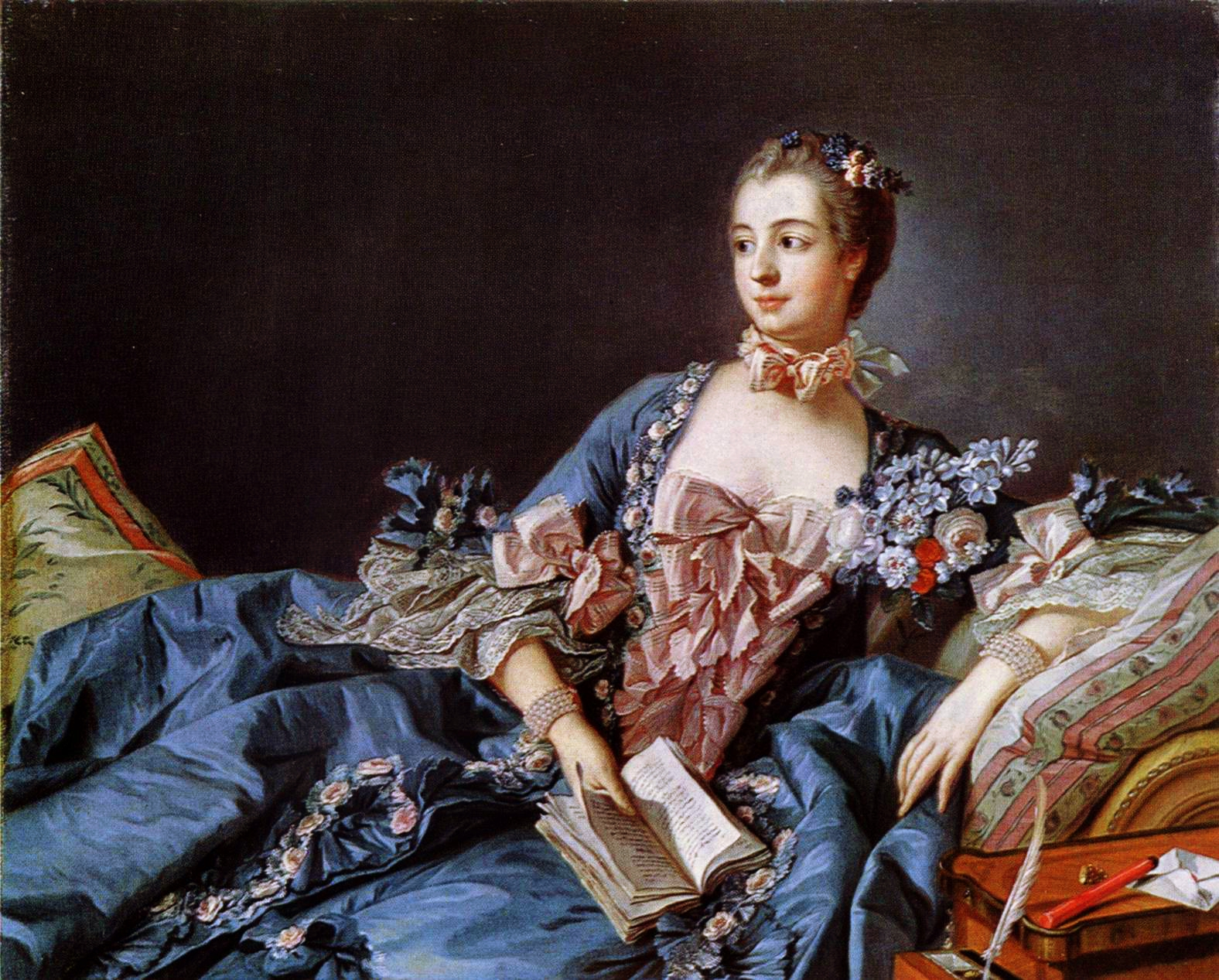
Мадам де Помпадур

Многие продолжали содержать женщин даже после расставания (например, английский король Георг II оказывал значительную финансовую помощь графине Генриетте Ховард, даже когда их роман закончился).

### XIX век
Истории известны знаменитые содержанки этого периода (Жанна Бекю, Жанна де Турбе, Мадемуазель Ланж, Маргарита Белланже, и т. д.), хотя это занятие было не самым респектабельным. Герцен в «Былом и думах», вспоминая 1830—1840-е годы, отмечал:

Были и вовсе не платонические шалости, — даже такие, которые оканчивались не драмой, а аптекой. Но не было пошлых интриг, губящих женщину и унижающих мужчину, не было содержанок (даже не было и этого подлого слова). Покойный, безопасный, прозаический, мещанский разврат, разврат по контракту, миновал наш круг (ч. 1, гл. 7).

Содержанки относятся к характерным типажам, описанным И. И. Панаевым.

### Современные содержанки
После пуританского периода (XVIII—XIX века) отношение к содержанкам вновь стало толерантным. Статус содержанки в современной России стал не порицаемым обыденым явлением, а само понятие стало составной частью современной культуры большого города. Подразумевается, что нынешняя содержанка не просто красива, но и умна.
В 2008 году Евгений Додолев в деловом журнале «Профиль» привёл современную классификацию элитарных содержанок, разделив их на три условные подгруппы:

Первая, самая востребованная: красивые столичные студентки (17-21 лет). Имущественный ценз и социальный статус значения не имеют. Главное — модельная фактура, явственно эманируемая неиспорченность, очаровательная (зачастую наигранная) тупизна, прелестная свежесть. И светлая ангельская улыбка. Диссонирующая с алчностью падшего ангела.
Вторая категория: девушки постарше (22—25 лет). Этим необходимо блистать некоторым чувством юмора, сносным интеллектом и утилитарными знаниями (например, лингвистическими).
И подгруппа номер три: условно говоря, рейтинговые. Их можно узреть на сценах модных клубов, экранах телевизоров, обложках и разворотах мужского «глянца».

В конце 2009 года тот же журналист в газете «Новый взгляд» опубликовал более подробную категоризацию такого рода женщин, разделив содержанок на шесть классов:
- номенклатурные — Возрастной ценз — до 35. Это девушки не просто из хороших семей. Из именитых;
- рейтинговые — Происхождение неважно. Абсолютно. Могут быть хоть с помойки, но на обложках глянца и ТВ-экранах хотя бы разок, но мелькнули. В основном это усталые пташки отечественного шоу-бизнеса. Певицы, киноактрисы, модельерши… реже девушки других творческих ремёсел:
- родившие («выполнившие долг»);
- эскортные — От 22 до 27 лет. К ним требования как к элитной службе эскорта. Знание как минимум одного европейского языка. Манеры. Адекватная смешливость. Способность поддержать разговор в любой компании;
- нимфетки — Строго до 21 года. От 15. Порода учитывается только биологическая, родословная значения не имеет. Нимфеточная свежесть — вот главный козырь.
- «стайные».

## Фильмы, сериалы, книги
- «Исповедь содержанки» (фильм, 1992)[14]
- «Содержанка» (фильм, 1998)[15]
- «Содержанки» (сериал, 2019)
- «Смерть содержанки» (книга)
- «Содержанки по своей воле не уходят» (книга)
- «Содержанка» (книга, 2017)[16]